# Фридрих Леопольд Прусский
Иоахим Карл Вильгельм Фридрих Леопольд Прусский (нем. Joachim Karl Wilhelm Friedrich Leopold von Preußen; 14 ноября 1865, Берлин — 13 сентября 1931, Краенка, Великопольское воеводство) — прусский принц, сын принца Фридриха Карла Прусского и принцессы Марии Анны Ангальт-Дессауской.

## Происхождение
По отцу Фридрих Леопольд приходился правнуком королю Фридриху Вильгельму III и Луизе Мекленбург-Стрелицкой, а также великой княжне Марии Павловне. У принца были три старшие сестры: Мария Елизавета, Елизавета Анна и Луиза Маргарита. Его отец, племянник германского императора Вильгельма I, прославился как военачальник в битве за Мец во время Франко-прусской войны 1870—1871 годов. Отец Фридриха Леопольда приходился также двоюродным братом германскому императору Фридриху III.

## Военная карьера
Фридрих Леопольд как и большинство немецких принцев проходил военную службу. В возрасте 10 лет в 1875 году он был зачислен кадетом в первый Гвардейский полк в Потсдаме. В юном возрасте принимал участие в парадах. В 1888 году получил звание капитана, в 1890 года — майора и в 1893 году — полковника.
В том же году получил звание генерал-майора, стал командиром 1-го гусарского полка, а также австрийского гусарского полка, названного в его честь «Леопольд Фридрих Прусский».
В 1898 году принц получил звание генерал-лейтенанта. В 1902 году стал генералом от кавалерии. Во время Русско-японской войны (1904—1905) служил консультантом в штабе русской армии. 10 сентября 1910 года получил звание генерал-полковника.
Принц также был последним патроном прусских масонов из дома Гогенцоллернов. Умер в 1931 году, пережив троих из своих детей. Его вилла на берегу Луганского озера была приобретена промышленником Тиссеном для размещения собственного художественного собрания. Имя принца Леопольда носит улица в берлинском районе Штеглиц-Целендорф. Изначально именем принца Леопольда был также назван водный канал в бассейне Хафеля, ныне Грибниц-канал.

## Брак и дети
24 июня 1889 года Фридрих женился на принцессе Луизе Софии Августенбургской, сестре императрицы Германии Августы Виктории, супруги императора Вильгельма II. В семье родилось четверо детей:
| Имя                         | Фото | Годы жизни  | Примечания                                     |
| --------------------------- | ---- | ----------- | ---------------------------------------------- |
| Виктория Маргарита Прусская |      | 1890 — 1923 | Замужем за Генрихом XXXIII Рейсс-Кёстрицским;  |
| Фридрих Сигизмунд Прусский  |      | 1891 — 1927 | Супруг принцессы Марии Луизы Шаумбург-Липпской |
| Фридрих Карл Прусский       |      | 1893 — 1917 | Погиб в Первую мировую войну                   |
| Фридрих Леопольд Прусский   |      | 1895 — 1959 |                                                |